# Romuald Zaćwilichowski
Romuald Zaćwilichowski (? - ?) – polski inżynier dróg i mostów działający na terenie Rosji.

## Życie
Absolwent jako inżynier podporucznik Instytutu Korpusu Inżynierów Komunikacji w Petersburgu (1842) W latach 1842–1867 jako porucznik potem kapitan i naczelnik 8 oddziału w 4 okręgu komunikacyjnym.  Współpracownik Stanisława Kierbedzia, uczestniczył w latach 1842-1850 w budowie pierwszej stałej przeprawy przez Newę łączącą centralną część Petersburga z Wyspą Wasilewską - Mostu Błagowieszczeńskiego w Petersburgu. Wraz z Konstantym Jankowskim budował Kolej Mikołajewską, która w 1851 połączyła Sankt Petersburg z Moskwą.

## Odznaczenia
kawaler orderu św. Anny (1865)